# 周一鵬
周一鵬（1553年—？），字圖南，號囗寰，四川敘州府宜賓縣人，民籍。

## 生平
七月十八日生，行一，治《詩經》，由國子生中式隆庆元年（1567年）丁卯科四川鄉試第五十八名舉人，年二十八歲中式萬曆八年庚辰科會試第二百五十四名，第二甲第三十九名進士。兵部觀政，十年授太仓州知州，十四年升撫州府同知，二十年丁憂。

## 家族
曾祖周正寬；祖周忠，王府典膳；父周子玉；母毛氏。慈侍下，妻于氏，繼妻丁氏；兄一鯤；應鳳；一麟；應龍（貢士）。